# Once We Were Gods
Once We Were Gods (conocido como Una vez fuimos dioses en España y Dioses wessen en Hispanoamérica) es el décimo quinto episodio de la tercera temporada de la serie de televisión estadounidense de drama sobrenatural y policíaco: Grimm. El guion principal del episodio fue coescrito por el guionista Alan DiFiore, y la dirección general estuvo a cargo de Steven DePaul.
El episodio se transmitió originalmente el 14 de marzo del año 2014 por la cadena de televisión estadounidense NBC. Para la emisión de Hispanoamérica, el estreno se llevó a cabo el 7 de abril del 2014 por el canal Universal Channel.
La trama policial semanal gira en torno al hallazgo del sarcófago de una momia egipcia con la forma de Anubis, el dios-perro funerario del Antiguo Egipto, que resultará ser un wesen. Una organización secreta de wesens y el Consejo, consideran que la manipulación científica de la momia es un sacrilegio y una falta de respeto hacia sus ancestros, por lo que intentarán impedirlo. En la trama general de la serie, Sebastien es descubierto y torturado en Viena por Viktor, por lo que Meisner y Adalind deben huir con el bebé -que ya muestra extraños poderes-, a través de los Alpes hacia Suiza. El sargento Wu logra con dificultad superar el shock psicológico sufrido por haber enfrentado un wesen en el capítulo anterior.

## Título y epígrafe
El tìtulo está tomado del guion del capítulo, cuando Monroe toma conciencia de la alta valoración de los wesens que había en el Antiguo Egipto y dice:

Pero una vez fuimos dioses. ¿Qué es lo que ha pasado?

A su vez el epígrafe del capítulo corresponde a la traducción al inglés realizada por Raymond Oliver Faulkner, del milenario Libro de los muertos del Antiguo Egipto:

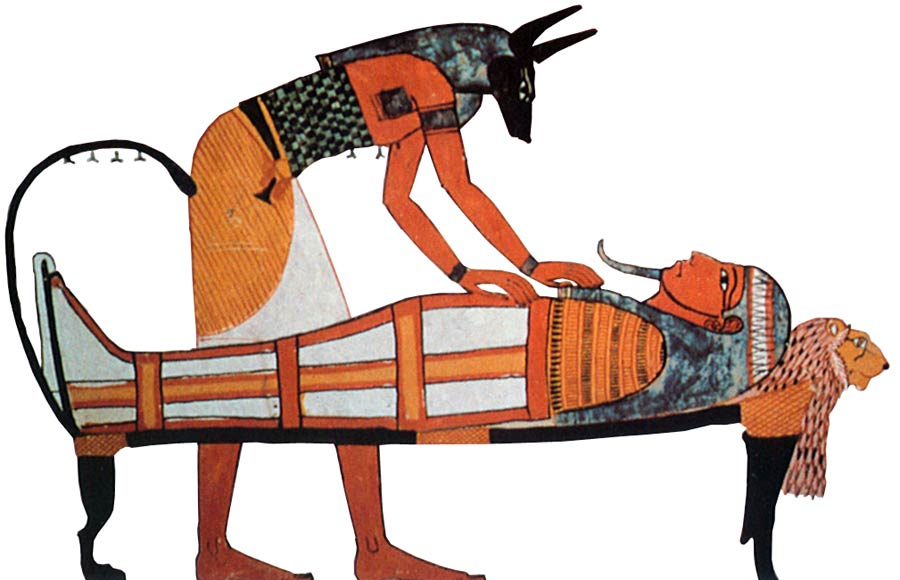
Anubis embalsamando un cuerpo. La trama central del capítulo está inspirada en la figura del dios-perro funerario egipcio Anubis, a quien le atribuye haber sido un wesen.

Versión en inglés

You shall not become corrupt, you shall not become putrid, you shall not become worms.
Versión en español
Hispanoamérica
No habrás de corromperte, no habrás de pudrirte, no habrás de agusanarte.
España
No te corromperás, no te pudrirás, no acabarás siendo gusanos.

El párrafo completo dice:

InglésHail to you, my father Osiris! You shall possess your body; you shall not become corrupt, you shall not have worms, you shall not be distended, you shall not stink, you shall not become putrid, you shall not become worms.
Español
¡Te saludo, mi padre Osiris! Poseerás tu cuerpo; no te corromperás, no tendrás gusanos, no te distenderás, no olerás mal, no te pudrirás, no te agusanarás.

## Argumento
La trama policial semanal se inicia con el descubrimiento arqueológico de un sarcófago egipcio con un cadáver momificado en su interior, que resultará ser de un Anubis, dios funerario egipcio, que en realidad eran antiguos wesens. Monroe y Rosalee consideran que la apertura del sarcófago es un sacrilegio y una falta de respeto hacia sus ancestros. El Consejo Wesen envía a una organización secreta llamada Beati Paoli, incluida entre las organizaciones terroristas, con la misión de apoderarse del cadáver, para evitar el sacrilegio de su manipulación científica. Sin embargo en el intento asesinan a un guarda. Nick y Hank se hacen cargo de la investigación y atrapan al anubis que integraba Beati Paoli, pero el enviado del Consejo Wesen aprovecha el desorden generado por la lucha, para apropiarse del cadáver. Nick sin embargo se da cuenta de la operación pero no la impide y al día siguiente asiste junto a Monroe y Rosalee, a la cremación de los restos del anubis momificado.
En la trama general de la serie con centro en Viena, Sebastien es descubierto y torturado por Viktor, que logra extraerle la información de donde la Resistencia oculta Adalind. Pero el capitán Renard sospecha que algo le sucedió a Sebastien debido a que no atiende el teléfono, y le ordena a Meisner huir de inmediato con Adalind y el bebé -que ya muestra extraños poderes-, a través de los Alpes hacia Suiza. 
El sargento Wu no logra procesar psicológicamente lo que vio en el capítulo anterior al enfrentarse con un aswang. El trauma lo lleva a ser internado en un establecimiento psiquiátrico, donde tiene dificultades para diferenciar lo real, de lo no real. Nick y Hank lo visitan varias veces pero no le dicen nada sobre la existencia de los wesens. Juliette también lo visita y le dice que ella estuvo en un trance similar y que para salir de ese estado, no es importante distinguir lo real, de lo que no es real, sino que lo importante es dejar de tener miedo. El consejo de Juliette tiene un efecto benéfico para Wu, que finalmente logra establecer un equilibrio interior y ser dado de alta.

## Producción
Alan DiFiore escribió antes los guiones o historias de los siguientes capítulos de Grimm: Lonelyhearts (2011), Of Mouse and Man (2012), Tarantella (2012), Plumed Serpent (2012), Big Feet (2012), The Bottle Imp (2012), Mr. Sandman (2013), Red Menace (2014). Luego escribiría los guiones de Mishipeshu (2015) y Highway of Tears (2014).

## Elenco regular
- David Giuntoli como Nick Burkhardt.
- Russell Hornsby como Hank Griffin.
- Bitsie Tulloch como Juliette Silverton.
- Silas Weir Mitchell como Monroe.
- Sasha Roiz como el capitán Renard.
- Bree Turner como Rosalee Calvert.
- Claire Coffee como Adalind Schade.
- Reggie Lee como el sargento Wu.